# Präsidium des 3. Deutschen Bundestages

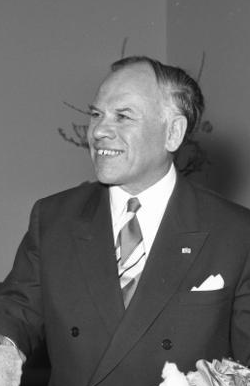
Bundestagspräsident Eugen Gerstenmaier

Das Präsidium des 3. Deutschen Bundestages wurde in dessen konstituierender Sitzung am 15. Oktober 1957 gewählt. Der Bundestag wählte den CDU-Abgeordneten und bisherigen Amtsinhaber Eugen Gerstenmaier zu seinem Präsidenten und Carlo Schmid (SPD), Richard Jaeger (CSU) und Max Becker (FDP) zu seinen Vizepräsidenten. 

## Wahl des Präsidenten des Bundestages
Der Wahlvorgang wurde – wie schon vier Jahre zuvor – von der Alterspräsidentin Marie-Elisabeth Lüders (FDP) geleitet. Eigentlich wäre Bundeskanzler Konrad Adenauer als der älteste Abgeordnete Alterspräsident gewesen, dieser verzichtete jedoch auf dieses Privileg, weswegen Lüders als zweitältestem Abgeordneten diese Ehre zuteilwurde. Der vom CDU-Fraktionsvorsitzenden Heinrich Krone vorgeschlagene Gerstenmaier erhielt 437 der 494 abgegebenen Stimmen, was 88,46 % entsprach. 3 Jahre zuvor war Gerstenmaier erst im dritten Wahlgang mit relativer Mehrheit gewählt worden.

## Wahl der Vizepräsidenten
Es waren die Abgeordneten Carlo Schmid (SPD), Richard Jaeger (CSU) und Max Becker (FDP) vorgeschlagen worden. Alle drei hatten bereits in der vergangenen Legislaturperiode das Amt des Vizepräsidenten bekleidet. Die drei Kandidaten wurden in einem gemeinsamen Wahlgang bei zwei Enthaltungen einstimmig gewählt. Am 23. April 1958 wurde ein vierter Vizepräsident gewählt. Nachdem ursprünglich nur der von der DP und der CDU aufgestellte Victor-Emanuel Preusker kandidierte, wurde nach zwei Wahlgängen, bei denen Preusker keine Mehrheit erhielt, von der SPD der Abgeordnete Erwin Schoettle vorgeschlagen. Im dritten Wahlgang, bei dem die relative Mehrheit genügte, erhielt Preusker jedoch 233 Stimmen, während Schoettle nur 167 Stimmen auf sich vereinigen konnte. Somit war Preusker zum Bundestagsvizepräsidenten gewählt. Er legte sein Amt jedoch am 4. Oktober 1960 nieder, weil er zur CDU überwechselte. Da die DP durch den Übertritt eines großen Teils ihrer Abgeordneten den Fraktionsstatus verloren hatte, und nur mehr eine Parlamentarische Gruppe war, wurde kein Nachfolger gewählt. Nach dem Tode Max Beckers am 29. Juli 1960 wurde am per Akklamation Thomas Dehler zu seinem Nachfolger gewählt.